# ラクトアルブミン
ラクトアルブミン (Lactalbumin) は、乳に含まれ、乳清から得られるアルブミンである。ラクトアルブミンは、多くの哺乳類の乳に含まれる。α型とβ型があり、乳にはどちらも含まれる。